# Protaetia lenzi
Protaetia lenzi är en skalbaggsart som beskrevs av Edgar von Harold 1878. Protaetia lenzi ingår i släktet Protaetia och familjen Cetoniidae. Inga underarter finns listade i Catalogue of Life.